# Magdeburg (Band)
Magdeburg war eine aus Magdeburg stammende Rockband. Die Band entstand 1975 aus der Band Klosterbrüder und wurde 1981 nach einem Lizenzentzug aufgelöst. Von 1992 bis 2000 spielte die Band wieder unter ihrem alten Namen.

## Bandgeschichte
Nachdem es 1975 unter dem anhaltenden Druck der DDR-Behörden zu Spannungen innerhalb der Klosterbrüder gekommen war und Lothar Kramer (zu Stern Meißen) sowie Jörg Blankenburg (zu Reform) die Band verlassen hatten, formierte Dietrich Kessler aus den verbliebenen Musikern die Band Magdeburg.

### Gründungsbesetzung
- Dietrich Didi Kessler (Saxophon, Querflöte, Keyboard, Bandleader)
- Hans-Joachim Hajo Kneis (Gesang)
- Klaus Weigert (E-Bass)
- Detlef Kessler (Schlagzeug)
- Hans-Peter Dohanetz (Keyboard)
- Gisbert Piatkowski (Gitarre)

Neu bei Magdeburg waren Piatkowski und Dohanetz. Dohanetz wechselte schon nach kurzer Zeit zu Pilot und wurde durch Rüdiger Ritchie Barton ersetzt. In einer Aufzeichnung des DDR-Fernsehens aus dem Dresdner Kulturpalast präsentierte sich die Band erstmals mit dem neuen Namen.
Nach anfänglichen Schwierigkeiten – die Fans nahmen der Band offensichtlich den Bruch mit den Klosterbrüdern übel – etablierte sich die Band in der Rockszene der
DDR. Der Bruch mit der Vergangenheit war den damaligen Bedingungen in der DDR geschuldet. Die Band, die den Erfolg suchte und Platten aufnehmen wollte, musste sich mit den Behörden arrangieren. Musikalisch orientierte sich die Band am Hard Rock. Die Kompositionen der Band stammten von Klaus Weigert und Dietrich Kessler. Die Texte schrieben Jan Witte, Burkhard Lasch und Hans Miserski. Erste Plattenaufnahmen und Rundfunkproduktionen folgten. Mit den Kompositionen Kalt und heiß und Was wird morgen sein stellten sich die ersten Erfolge ein. Nach einem kurzen Ausflug in die Popmusik (Funky-Tanz und Komm, und bleib bei mir) kehrte Magdeburg zum gewohnten Musikstil zurück. 1976 wechselte Detlef Kessler, der jüngere Bruder von Dietrich, zu Fusion. Er flüchtete 1978 über Budapest in die Bundesrepublik Deutschland und spielte dort später mit Herbert Grönemeyer das Erfolgsalbum 4630 Bochum ein. Für Detlef Kessler kam Waldemar Janicki, der 1979 von Bernd Schilanski ersetzt wurde. 1979 verließ auch Weigert die Band und spielte später bei Pilot. Neuer Bassist wurde Andreas Kuhnt. Ein Jahr später wurde die Band erneut umbesetzt. Piatkowski ging zu City, ebenso Barton. Neu in die Band kamen Hans Wintoch (Keyboard) und Hans-Jürgen Charly Ludwig (Gitarre). Im selben Jahr erschien bei Amiga ihre erste Langspielplatte.
Im Jahr 1980 kam es zum Eklat. Der Sänger war vor Beginn eines Auftritts in der Jugendsendung rund im DDR-Fernsehen aufgefordert worden, sich die Haare zu schneiden. Er weigerte sich jedoch, und die Band wurde vom Aufnahmeleiter nach Hause geschickt. Ein Jahr später stellte die Band geschlossen einen Ausreiseantrag aus der DDR. Auf die bis dahin einmalige Aktion reagierten die DDR-Behörden mit Lizenzentzug, der einem Berufsverbot gleichkam. Gleichzeitig waren die Bandmitglieder einem unerhörten psychischen Druck ausgesetzt, dem Wintoch, Schilanski und Ludwig nicht standhielten. Sie zogen ihre Ausreiseanträge zurück. Dietrich Kessler und Hans-Joachim Kneis gingen für 18 Monate ins Gefängnis und wurden anschließend von der Bundesregierung freigekauft. Hans Wintoch spielte 1984 bei Lift und startete später als Hans die Geige  eine erfolgreiche Solokarriere. Schilanski und Ludwig spielten kurzzeitig beim Magdeburger Rock’n’Roll Orchester und gründeten im September 1983 mit Mike Demnitz (ex-Reform) das Heavy-Metal-Trio MCB.
Im Jahre 1992 fand die Band wieder zueinander und startete ein Comeback. Seit dem 14. Januar 2000 tritt die Band unter dem alten Namen Klosterbrüder auf.

## Diskografie

### Singles
- 1976: In meinem Land / Kalt und heiß (Amiga)
- 1978: Ebbe und Flut / Feuer in der Nacht (Amiga)
- 1979: Verkehrte Welt / Was wird morgen sein(Amiga)
- 1981: Hundsgemein / Vorsicht Glas (Amiga)[2]
- 1996: Gib mir eine letzte Chance / Wir sind keine Automaten (KDM, Maxi-Single)
- 1996: Wenn ich zwei Leben hätt’ / Risiko (KDM)

### Alben
- 1980: Magdeburg (Amiga-LP; 1993 als CD)
- 1981: Magdeburg (Pool-LP; Cover-Vorderseite wie Amiga-LP; Titelreihenfolge und Inhalt geändert)
- 2007: 40 Jahre Amiga – Box 8-Magdeburg (CD 3) (Amiga/BMG)
- 2007: Klosterbrüder|Magdeburg – Die größten Hits (Sony BMG Entertainment)
- 2020: Klosterbrüder|Magdeburg – Was wird morgen sein (SechzehnZehn / Buschfunk)

## Dokumentarfilm
- 1980: Magdeburg (DEFA-Kurzdokumentarfilm, Regie: Christian Klemke)[3]